# Astakós
Astakós, en grec moderne : Αστακός, est une ville et un ancien dème d'Étolie-Acarnanie,  en Grèce-Occidentale. 
Selon le recensement de 2011, la population d'Astakós compte 2 696 habitants.
Depuis la réforme des collectivités locales, par le programme Kallikratis de 2010 , Astakós fait partie du dème de Xirómero, dont elle est une unité municipale. La localité est située dans une baie sur la rive orientale de la mer Ionienne, près de l'extrémité sud des monts Acarnaniens (en). Elle tire son nom de l'ancienne ville acarnanienne Astacus (en) (en grec ancien : Ἄστακος - Ástakos), et a été nommée Dragamesti au Moyen Âge. On pense qu'il s'agit du site de Doulichion.
La ville se trouve à 16 km au sud-est de l'île de Kalamos, à 30 km au sud-ouest d'Agrínio, à 35 km au nord-ouest de Missolonghi et à 55 km au sud-est de Préveza. 